# La Voix du Luxembourg
La Voix du Luxembourg va ser un diari francòfon publicat a Luxemburg entre 2001 i 2011. Publicat per Saint-Paul Luxembourg, La Voix va ser el suplement en llengua francesa del vaixell insígnia de Saint-Paul, el Luxemburger Wort, fins que es va llançar com un diari independent el 2001. Es va publicar de dilluns a dissabte.
La Voix va tenir la seva seu a la ciutat de Luxemburg i tenia una actitud conservadora. El diari va rebre un subsidi de premsa estatal de 933.221 euros, el 2009.
La circulació va ser de 9.909 còpies el 2003. El 2004, va tenir una tirada de 4.000 exemplars. El 2006 la seva circulació era de 8.529 còpies, i de 4000 còpies el 2010. El 30 de setembre de 2011 va publicar la seva última edició.